# Eternos
Eternos je izmišljena prijestolnica Eternije iz multimedijalne franšize Gospodari svemira. Sjedište je kraljevske vlasti i dom kraljevske dinastije. Eternosom i kraljevstvom vlada Kralj Randor sa suprugom, kraljicom Marlenom. Njihov sin i prijestolonasljednik je princ Adam, koji skriva svoj tajni identitet He-Mana, najmoćnijeg čovjeka u svemiru. Kraljevski par ima i drugo dijete, Adamovu blizankinju, princezu Adoru koja živi na planetu Etheriji, u drugoj dimenziji. Ona posjeduje moć preobrazbe u She-Ra-u, princezu moći.
U animiranoj TV seriji He-Man i Gospodari svemira, Eternos je glavni grad čitave planete Eternije kojim vlada kralj Randor. Grad je izgrađen od crvenih blokova i ima ujedno drevni i futuristički izgled. Grad se nalazi na vrhu brijega i nadvisuje Plodne ravnice.
Animirana serija u realizaciji Mike Young Productionsa iz 2002. godine prikazuje glavni grad Eternos s kraljevskom palačom, ali grad je bijele boje nasvođen zlatnim kupolama.
Netflixova animirana serija Gospodari svemira: Otkriće predstavlja kombinaciju grada Eternosa zasnovanu na ranijim prezentacijama. Grad ima plavičaste zidove s ljubičastim kupolama. Kraljevska palača je okrugla oblika kao u originalu i grad ima tornjeve.
Grad Eternos je ujedno i središte Herojskih ratnika koji ga brane od sila zla. Kapetanica Kraljevske straže je Teela, a njen očuh Man-At-Arms je glavni vojni inžinjer. Orko je maleni čarobnjak koji živi u Kraljevskoj palači i često obnaša dužnost dvorske lude.

## Vanjske poveznice
- Eternos - he-man.fandom.com (engl.)